# اولین قرار رایلی؟
اولین قرار رایلی؟ (انگلیسی: Riley's First Date?) یک پویانمایی رایانه‌ای کوتاه پیکسار در سال ۲۰۱۵ است که توسط جاش کولی کارگردانی شد. این پویانمایی همراه با انتشار نسخه خانگی درون و بیرون منتشر شد. داستان در مورد پدر و مادر رایلی و احساسات آن‌ها است که مشکوک به این هستند که رایلی در حال قرار گذاشتن با پسری به نام جردن است.